# التأثير الفوتومغناطيسي
التأثير الفوتومغناطيسي (بالإنجليزية Photomagnetic effect) هو تأثير ميكانيكا الكم الذي اكتشفه كل من صامويل أوليفيرا وستيفن جيم راند في جامعة ميشيغان 2007-2011 .

فقد اكتشف الباحثون أن التفاعل المغناطيسي القوي بين فوتونات المجال المغناطيسي الديناميكي و بعض ذرات المواد العازلة، هو أقوي 100 مليون مرة مما كان متوقعًا سابقًا، ففي ظل الظروف المناسبة؛ يكون تأثير فوتونات المجال المغناطيسي قوي مثل تأثير المجال الكهربي في الخلايا الشمسية .
وطبقًا لحسابات الباحثون النظرية؛ نجد أن حزمة الضوء المتسقة على سبيل المثال ضوء الشمس، تكاد تكون فعالة مثل أشعة الليزر، لتتحول تحت التأثير الفوتومغناطيسي .

## ملاحظة
يجب أن تكون كثافة الطاقة 10 مليون واط لكل سنتيمتر مربع, ولكن الباحثون يعملون على إيجاد مواد مغناطيسية جديدة يمكن أن تعمل مع شدة ضوء أقل .